# Marianna Leonidovna Beršadska
Marianna Leonidovna Beršadska (rusko Марианна Леонидовна Бершадская), ruska slovenistka, literarna zgodovinarka * 1937.

## Odlikovanja in nagrade
Leta 2000 je prejela častni znak svobode Republike Slovenije z naslednjo utemeljitvijo: »za dolgoletno požrtvovalno in uspešno delo na področju slovenistike v Rusiji«.